# Gelao blanc
Pour les articles homonymes, voir Gelao (homonymie) et giw.
Le gelao blanc, ou duoluo, est une langue taï-kadaï, de la branche kadaï, parlée en Chine ainsi qu'au Viêt Nam par les Gelao.

## Classification
Le gelao blanc fait partie des langues kadaï, un des groupes des langues taï-kadaï. Les locuteurs du gelao sont des Gelao.

## Phonologie
Les tableaux présentent les phonèmes du gelao blanc parlé à Yueliangwan dans le xian de Malipo rattaché à la préfecture autonome zhuang et miao de Wenshan au Yunnan.

### Voyelles
Les voyelles sont :
|         | Antérieure  | Centrale | Postérieure |
| ------- | ----------- | -------- | ----------- |
| Fermée  | i [i] y [y] |          | ɯ [ɯ] u [u] |
| Moyenne | e [e]       | ə [ə]    | o [o]       |
| Ouverte | a [a]       |          |             |

### Consonnes
Les consonnes sont :
|            |            | Bilabiales | Alvéolaires | Alvéolaires | Alv.-p.   | Rétro.    | Dorsales  | Dorsales | Dorsales | Glottales |
| ---------- | ---------- | ---------- | ----------- | ----------- | --------- | --------- | --------- | -------- | -------- | --------- |
| Centrales  | Latérales  | Bilabiales | Palatales   | Vélaires    | Alv.-p.   | Rétro.    | Uvulaires |          |          | Glottales |
| Occlusives | Sourde     | p [p]      | t [t]       |             |           |           |           | k [k]    | q [q]    | ʔ [ʔ]     |
| Occlusives | Aspirées   | ph [pʰ]    | th [tʰ]     |             |           |           |           | kh [kʰ]  | qh [qʰ]  |           |
| Occlusives | Sonore     | ʔb [ʔb]    | ʔd [ʔd]     |             |           |           |           | g [g]    | ɢ [ɢ]    |           |
| Occlusives | pl [p͡l]    |            |             |             |           |           |           |          |          |           |
| Occlusives | Aspirées   | phl [plʰ]  |             |             |           |           |           |          |          |           |
| Occlusives | bl [bl]    |            |             |             |           |           |           |          |          |           |
| Fricatives | sourdes    | f [f]      | s [s]       | ɬ [ɬ]       | ɕ [ɕ]     | ʂ [ʂ]     |           | x [ x]   |          | h [h]     |
| Fricatives | nasalisées |            |             |             |           |           |           |          |          | h̃ [h̃]     |
| Fricatives | Sonore     | v [v]      | z [z]       |             | ʑ [ʑ]     | ʐ [ʐ]     |           | ɣ [ɣ]    |          |           |
| Fricatives | dévoisée   |            |             |             |           |           |           |          |          | h̥ [h̥]     |
| Affriquées | Sourde     |            | ts [t͡s]     |             | tɕ [t͡ɕ]   | tʂ [t͡ʂ]   |           |          |          |           |
| Affriquées | Aspirées   |            | tsh [t͡sʰ]   |             | tɕh [t͡ɕʰ] | tʂh [t͡ʂʰ] |           |          |          |           |
| Affriquées | Sonore     |            | dz [d͡z]     |             | dʑ [d͡ʑ]   | dʐ [d͡ʐ]   |           |          |          |           |
| Liquides   | Sonore     |            |             | l [l]       |           |           |           |          |          |           |
| Liquides   | Glottale   |            |             | ʔl [ʔl]     |           |           |           |          |          |           |
| Nasales    | Sonore     | m [m]      | n [n]       |             | ȵ [ ɲ]    |           |           | ŋ [ŋ]    |          |           |
| Nasales    | préglott.  | ʔm [ʔm]    |             |             | ʔȵ [ʔɲ]   |           |           |          |          |           |
| Nasales    | dévoisée   | m̥ [m̥]      |             |             | ȵ̥ [ȵ̥]     |           |           |          |          |           |
| Nasales    | ml [m͡l]    |            |             |             |           |           |           |          |          |           |

### Tons
Le gelao blanc de Yueliangwan est une langue tonale, avec 4 tons.
| Ton | Valeur | Exemple   | Traduction         |
| --- | ------ | --------- | ------------------ |
| 1   | 55     | ʔm̩55      | eau                |
| 2   | 33     | gɯ33      | enrouler, entourer |
| 3   | 35     | səŋ35     | deux               |
| 4   | 21     | ko21h̃uŋ55 | porte              |